# آمریکای جوان
مزاحم یا آمریکای جوان (به انگلیسی: Young America) یک فیلم کمدی صامت سیاه‌وسفید و کوتاه آمریکایی است که در سال ۱۸۹۷ منتشر شد.
این فیلم مزاحمت یک پسر را که برای دو زوجِ در حال معاشقه ایجاد کرده‌است، نشان می‌دهد.